# Romagnools
Romagnools is een Romaanse taal, die vooral wordt gesproken in Romagna (een deel van de regio Emilia-Romagna in het noorden van Italië), de Republiek San Marino, het noorden van Marche en enkele gemeenten in het noorden van Toscane. Samen met het verwante Emiliaans wordt het ook wel als Emiliaans-Romagnools aangeduid.

## Geschiedenis
Net als andere Romaanse talen, stamt het Romagnools af van het Volkslatijn dat in het Romeinse Rijk werd gesproken. Het ontwikkelde zich parallel aan het Toscaans waar het Standaarditaliaans op gebaseerd is. Hoewel het Romagnools soms een dialect wordt genoemd, is het dus niet afgeleid van het Italiaans.
Romagnools onderscheidt zich van andere Noord-Italiaanse talen door een complex van historische, aardrijkskundige en culturele invloeden:
- restanten uit het Byzantijns Grieks uit de 6e, 7e en 8e eeuw;
- een andere blootstelling aan Germaanse invloed (voor en na de Grote Volksverhuizing);
- verschillen in het Latijn zoals dat ten noorden en ten zuiden van de Apennijnen werd gesproken;
- de "Keltische achtergrond" die, volgens de 19e-eeuwse historisch taalkundige Graziadio Isaia Ascoli, een substraat vormde voor alle talen ten noorden van de Apennijnen, met het Venetiaans als enige uitzondering van betekenis.

## Geografische spreiding

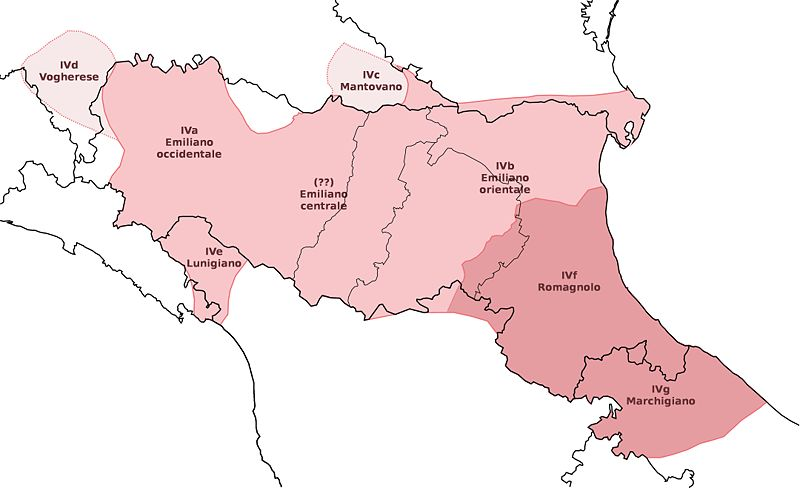
In donkerroze de gebieden waar het Romagnools is te vinden.

### Westelijke begrenzing
Ten westen van Romagna wordt Emiliaans gesproken. De Sillaro die 25 km ten oosten van Bologna stroomt vormt de grens: ten westen daarvan in Castel San Pietro Terme spreekt men Emiliaans en ten oosten in Imola, Romagnools. In de rest van Emilia-Romagna, van de Sillaro river tot aan Piacenza wordt Emiliaans gesproken.

### Noordelijke begrenzing
De rivier de Reno is de grens tussen Romagnools en de streektaal van Ferrara. Ook in enkele dorpen ten noorden van de Reno, zoals Argenta, Emilia–Romagna en Filo, waar mensen van Romagnoolse afkomst wonen naast mensen uit Ferrara wordt Romagnools gesproken. Ferrara ligt als het ware binnen het Emiliaans sprekende gebied.

### Zuidelijke begrenzing
Buiten Emilia-Romagna, wordt Romagnool gesproken in de Republiek San Marino ("Sammarinese"), in de Marecchiavallei, de Concavallei (Montefeltro) en in de hele provincie Pesaro e Urbino.

### 16e tot 19e eeuw
De eerste literaire publicatie in het Romagnools is Sonetto romagnolo van Bernardino Catti, uit Ravenna, gedrukt in 1502. Het is geschreven in een mengeling van Italiaans en Romagnools.
Het eerste gedicht in het Romagnools dateert uit het einde van de 16e eeuw: E Pvlon matt. Cantlena aroica (Mad Nap), een satirisch heldendicht gebaseerd op Orlando Furioso geschreven door een anonieme auteur uit San Vittore di Cesena (it). Het gedicht bestond oorspronkelijk uit twaalf delen waarvan alleen de eerste vier, bij elkaar 1848 regels, bewaard zijn gebleven.
De eerste Romagnoolse dichter die beroemd werd was de geestelijke Pietro Santoni, (Fusignano, 1736–1823). Hij was de leermeester van Vincenzo Monti, in zijn tijd een van de bekendste dichters van Italië.
In 1840 publiceerde Antonio Morri (1793-1868), het eerste woordenboek Romagnools-Italiaans, gedrukt in Faenza.

### 20e eeuw
In de 20e eeuw beleefde de Romagnoolse literatuur een bloeiperiode die toneelstukken, gedichten en boeken van hoge kwaliteit opleverde. Tot de bekendste Romagnoolse schrijvers behoren:
- Raffaello Baldini (1924-2005), die in 1988 de "Premio Viareggio" en in 1995 de "Premio Bagutta" won[5]
- Tonino Guerra (1920–2012), de voornaamste hedendaagse Romagnoolse auteur[6]
- Aldo Spallicci (1886-1973)[7]
- Olindo Guerrini (1845-1916), met de Sonetti romagnoli[8]

## Karakteristieke eigenschappen
In het hele gebied waar Romagnools wordt gesproken gebruikt men dezelfde woorden en grammatica. Wel verandert de uitspraak als je van de Povallei in het hoger gelegen gebied komt.
Romagnool heeft een paar eigenschappen die het doen verschillen van andere Gallo-Italiaanse talen:
- Vergeleken met het Standaarditaliaans een heel groot aantal klinkers (ongeveer 20, tegen 7 in het Italiaans).
- Een grote rol voor de medeklinkers in een woord. Sommige woorden die in het Latijn drie of vier lettergrepen hadden (waar 'u' geen klemtoon kreeg) zijn in het Romagnools teruggebracht tot één lettergreep. Onbeklemtoonde lettergrepen zijn verdwenen:

| Latijn    | Romagnools | Italiaans | Nederlands | Emiliaans |
| --------- | ---------- | --------- | ---------- | --------- |
| geniculum | znöc       | ginocchio | knie       | znoc      |
| tepidus   | tèvvd      | tiepido   | lauw       | tevad     |
| oculus    | öc         | occhio    | oog        | oc        |
| frigidus  | frèdd      | freddo    | koud       | fredd     |

## Spraakklanken

### Klinkers
Onderstaande tabel geeft een overzicht van de klinkers, genasaliseerde klinkers en tweeklanken in het noordelijk Romagnools zoals dat rond Lugo wordt gesproken.
| IPA symbool | Schrijfwijze | Voorbeeld in Romagnools | IPA uitspraak | Betekenis in Nederlands       |
| ----------- | ------------ | ----------------------- | ------------- | ----------------------------- |
| ɛɐ̯~ɛː       | ë            | bël                     | [ˈbɛɐ̯l]       | "leuk" (mannelijk, enkelvoud) |
| ɛ~e̞         | è            | bèll                    | [ˈbe̞lː]       | "leuk" (mannelijk, meervoud)  |
| eə̯          | ê            | fê                      | [ˈfeə̯]        | "doen"                        |
| eɪ̯          | é            | méla                    | [ˈmeɪ̯lɐ]      | "appel"                       |
| ɔɐ̯~ɔː       | ö            | cöl                     | [ˈkɔɐ̯l]       | "hals"                        |
| oə̯          | ô            | rôda                    | [ˈroə̯d̪ɐ]      | "wiel"                        |
| ɔ~o̞~o       | ò            | òng                     | [ˈo̞ŋd͡ʒ]       | "elf"                         |
| oː~oʊ̯       | ó            | sól                     | [ˈʂoʊ̯l]       | "zon"                         |
| æ̃ɪ̃~ɛ̃ɪ̃~ɛ̃ː    | ẽ,èn         | bẽ                      | [ˈbæ̃ɪ̃]        | "mooi"                        |
| ɘ̃ː          | ã            | cã                      | [ˈkɘ̃ː]        | "hond"                        |
| ɔ̃w~õw       | õ,on         | bõ                      | [ˈbɔ̃w]        | "goed"                        |
| äː          | à            | fàza                    | [ˈfäːθɐ]      | "gezicht"                     |
| ɐ~ə         | a            | mnëstra                 | [ˈmnɛɐ̯ʂt̪rɐ]   | "pasta"                       |
| uː~ʊu̯       | u, ù         | dùr                     | [ˈd̪uːr]       | "hard" (mannelijk, enkelvoud) |
| iː~ɪi       | ì            | finì                    | [fiˈniː]      | "geëindigd"                   |
| i           | i            | zinqvãnta               | [θiŋ̩ˈkvɘ̃ntə]  | "vijftig"                     |
| ĩː          | ĩ            | pĩ                      | [ˈpĩː]        | "vol"                         |

### Medeklinkers
|             | Bilabiaal   | Labiodentaal | Dentaal     | Alveolaar   | Postalveolaar | Palataal | Retroflex   | Velaar            |
| ----------- | ----------- | ------------ | ----------- | ----------- | ------------- | -------- | ----------- | ----------------- |
| Nasaal      | m (m)       |              |             | n (n)       |               | ɲ (gn)   |             | ŋ (n-) -c, -g, -q |
| Plosief     | p (p) b (b) |              |             | t (t) d (d) |               |          |             | k (c,ch) ɡ (g,gh) |
| Affricaat   |             |              |             |             | tʃ (c) dʒ (g) |          |             |                   |
| Fricatief   |             | f (f) v (v)  | θ (z) ð (ẓ) |             |               |          | ʂ (s) ʐ (ş) |                   |
| Approximant |             |              |             |             |               | j (j)    |             |                   |
| Lateraal    |             |              |             | l (l)       |               |          |             |                   |
| Tril        |             |              |             | r (r)       |               |          |             |                   |